# Sagalaso

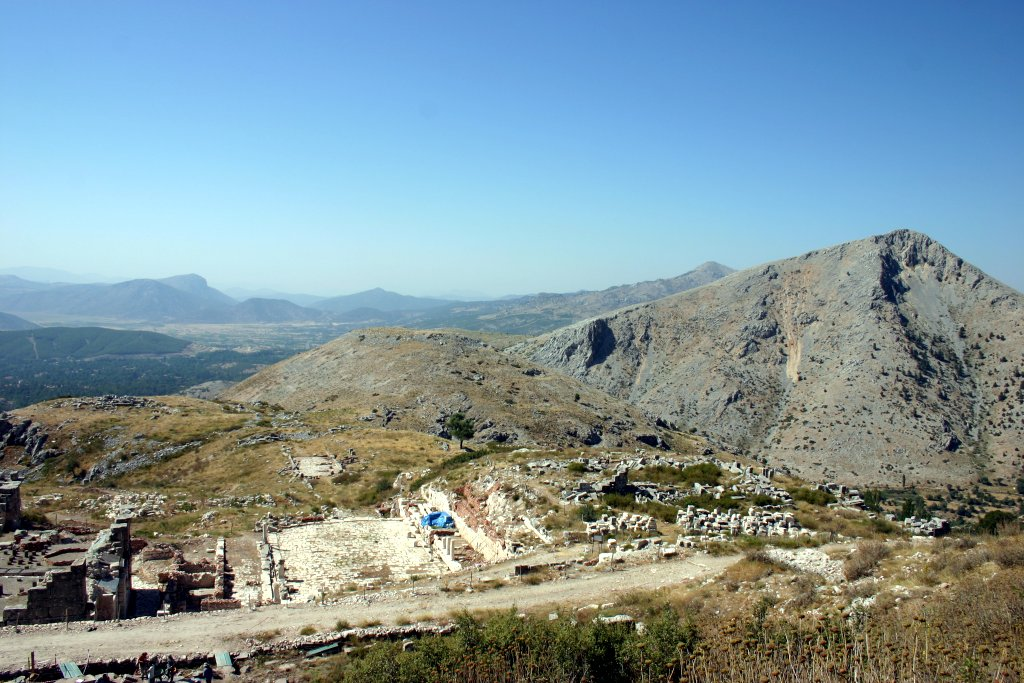
Sagalaso - Ágora baja.

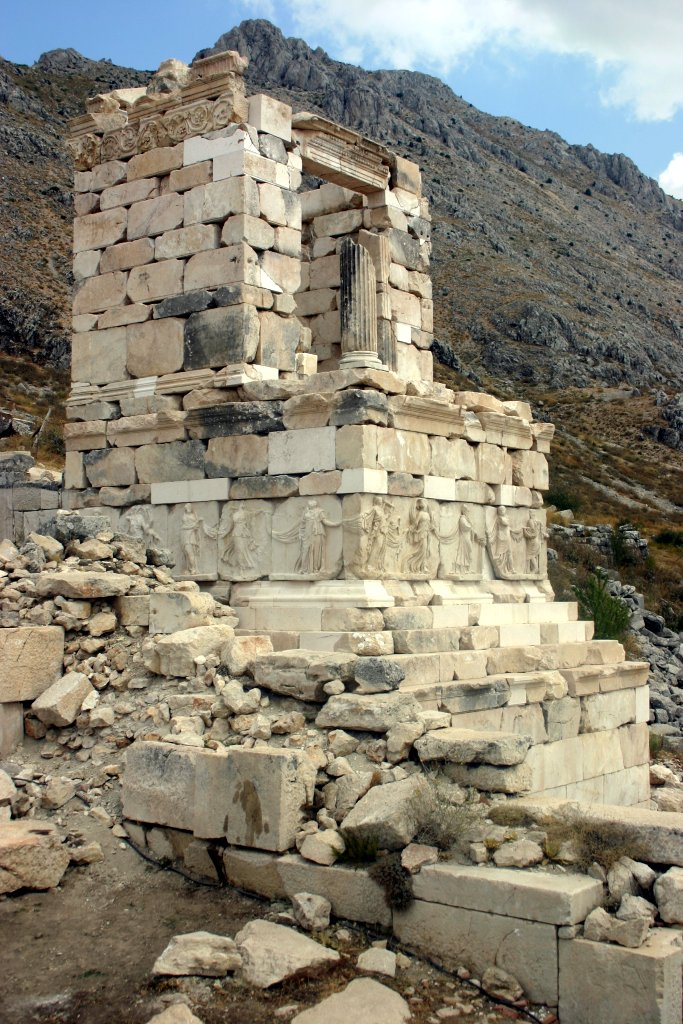
Sagalaso - Heroon del noroeste.

Sagalaso (en latín Sagalassus, en griego Σαγαλασσός) era una ciudad de Pisidia (en la actual Turquía), situada unos 100 km al norte de la actual Antalya a una altitud comprendida entre 1.450 y 1.700 m, que gozó de esplendor en la Antigüedad y que desapareció en el siglo VII a consecuencia de un terremoto.
Sagalaso está situada a 7 km al norte de la ciudad de Aglasun en la provincia de Burdur. Está en la ladera sur del Monte Akdag de los montes Tauros y a una altitud de 1.450 a 1.600 metros.
Actualmente, el yacimiento arqueológico de Sagalaso constituye potencialmente todo un revulsivo económico y turístico para la región de Anatolia donde se encuentra. Los arqueólogos han hallado un importante teatro, cuatro fuentes monumentales, una basílica bizantina, estatuas, palacios, dos ágoras, murallas, templos, etc.

## Historia
Los primeros restos de ocupación humana se remontan a unos 12 000 años a. C. y el sitio estuvo ocupado por los hititas y existen documentos hititas que se refieren a un lugar montañoso de Salawassa, en el siglo XIV a. C. Pero la ciudad fue fundada realmente hacia el 2000 a. C. por tribus pisidias que vivían de la ganadería. La posición de la ciudad, además de la facilidad defensiva que ofrecía el sitio, le permitía controlar un puerto importante de los Tauros occidentales.
Sagalaso era una de las ciudades más ricas de Pisidia cuando Alejandro Magno la conquistó en el 333 a. C., en su camino a Persia. Tenía una población de unos pocos miles de habitantes. Tras la muerte de Alejandro, la región formó parte de los territorios de Antígono I Monoftalmos, posiblemente también de los de Lisímaco de Tracia, los seléucidas de Siria y de los Atálidas de Pérgamo. Sagalassos conoció entonces una rápida helenización que se manifestó en particular en la construcción de numerosos monumentos, tales como dos ágoras, un senado de 200 de senadores, un templo dórico de Zeus y una fuente en la que los arqueólogos se sorprendieron al constatar, tras desescombrar la zona, que aún funcionaba. Los habitantes de Sagalaso y de su región, cuya tradición guerrera tenía reputación, suministraban mercenarios a los soberanos helenísticos sobre todo a los Lágidas.
En el periodo romano Sagalaso era la verdadera capital de Pisidia y entre los siglos I y III, gozó de una gran prosperidad. Tenía gran reputación su producción cerámica.
Augusto hizo construir una carretera que unía Sagalaso directamente con el puerto de Perge, mientras que bajo Tiberio, fue erigida una puerta monumental en la entrada meridional de la ciudad. En el siglo II, un rico ciudadano, Tito Flavio Neón, financió la construcción de una gran biblioteca a la que se añadió un soberbio mosaico en el siglo IV. La biblioteca está hoy parcialmente reconstruida gracias al trabajo de los arqueólogos. En la misma época se construyeron unas termas romanas con una superficie de más de 1000 hectáreas.
A partir del siglo VI, la ciudad sufrió una serie de calamidades. En 518 fue parcialmente destruida por un terremoto. Tras ser reconstruida fue diezmada por una epidemia entre 541 y 543. Los árabes hicieron incursiones en la ciudad hacia el 640. Un último seísmo en el siglo VII, acarreó la dispersión de los habitantes, muchos de los cuales se refugiaron en la vecina ciudad (7 km) de Aglasun. Recubierta progresivamente por la erosión, Sagalaso fue sepultada bajo varios metros de tierra.
Fue descubierta a principios del siglo XVIII (en 1706), por el explorador francés Paul Lucas. A partir de 1990 fueron emprendidas varias campañas de excavaciones por el arqueólogo belga Marc Waelkens.